# Lijst van bezochte plaatsen in de kennismakingstoer van Willem-Alexander en Máxima
Dit is een lijst van de bezochte plaatsen tijdens de kennismakingstoer van koning Willem-Alexander en koningin Máxima aan de Nederlandse provincies. Tijdens de toer van 28 mei tot en met 21 juni 2013  bezochten de, op 30 april dat jaar aangetreden, koning Willem-Alexander en zijn echtgenote Máxima alle twaalf provincies van Nederland. Er waren zes bezoekdagen. Op elk van die dagen werden twee provincies bezocht en dan steeds de hoofdstad en enkele andere plaatsen.
| Datum        | Provincies                 | Plaatsen                                                                                       |
| ------------ | -------------------------- | ---------------------------------------------------------------------------------------------- |
| 28 mei 2013  | Groningen en Drenthe       | Groningen, Leek, Roden, Dwingeloo, Beilen, Assen.                                              |
| 30 mei 2013  | Gelderland en Utrecht      | Duiven, Arnhem, Oosterbeek, Wageningen, Vianen, Vreeswijk, IJsselstein, Utrecht.               |
| 12 juni 2013 | Limburg en Noord-Brabant   | Maastricht, Heerlen, Sittard-Geleen, Venlo, De Peel, Roosendaal, Oisterwijk, 's-Hertogenbosch. |
| 14 juni 2013 | Friesland en Noord-Holland | Leeuwarden, Akkrum, Joure, Elahuizen, Stavoren, Enkhuizen, Hoorn, Zaanstad, Haarlem.           |
| 19 juni 2013 | Flevoland en Overijssel    | Almere, Lelystad, Emmeloord, Ens, 's-Heerenbroek, Zwolle, Goor.                                |
| 21 juni 2013 | Zeeland en Zuid-Holland    | Middelburg, Goes, Zierikzee, Brouwersdam, Hellevoetsluis, Zoetermeer, Den Haag.                |